# Yunnanilus sichuanensis
Yunnanilus sichuanensis är en fiskart som beskrevs av Ding, 1995. Yunnanilus sichuanensis ingår i släktet Yunnanilus och familjen grönlingsfiskar. Inga underarter finns listade i Catalogue of Life.